# Edentulina
Edentulina L. Pfeiffer, 1856 è un genere di molluschi gasteropodi polmonati terrestri della famiglia Streptaxidae.

## Biologia
Il genere comprende specie in prevalenza carnivore, con l'eccezione di Edentulina moreleti  che è una specie erbivora.

## Tassonomia
Il genere comprende le seguenti specie:
- Edentulina affinis C. R. Boettger, 1913
- Edentulina ambongoaboae Emberton, 1999
- Edentulina ambra Emberton, 1999
- Edentulina analamerae Emberton, 1999
- Edentulina ankaranae Emberton, 1999
- Edentulina anodon (L. Pfeiffer, 1855)
- Edentulina antankarana Emberton, 1999
- Edentulina arenicola (Morelet, 1860)
- Edentulina battistinii Fischer-Piette, Blanc, F. & Salvat, 1975
- Edentulina bemarahae Emberton, 1999
- Edentulina crosseana (Morelet, 1881)
- Edentulina dussumieri (Dufo, 1840)
- Edentulina florensi Emberton, 1999
- Edentulina insignis (L. Pfeiffer, 1857)
- Edentulina johnstoni (E. A. Smith, 1887)
- Edentulina langiana Pilsbry, 1919
- Edentulina liberiana (I. Lea, 1840)
- Edentulina martensi (E. A. Smith, 1882)
- Edentulina minor (Morelet, 1851)
- Edentulina moreleti (H. Adams, 1868)
- Edentulina nitens (Dautzenberg, 1895)
- Edentulina obesa (Taylor, 1877)
- Edentulina oleacea (Fulton, 1903)
- Edentulina parensis Verdcourt, 2004
- Edentulina rugosa Emberton, 1999
- Edentulina rusingensis Verdcourt, 1963 †
- Edentulina uluguruensis Bequaert & Clench, 1936
- Edentulina usambarensis Bequaert & Clench, 1936